# وادي الشعير
وادي الشعير هو اسم ناحية إدارية ضمن سنجق نابلس في التقسيم الإداري العثماني، حاليًا المنطقة تضم مجموعة قرى وبلدات أكبرها طولكرم، وتقع ضمن محافظتي طولكرم ونابلس.

## الجغرافيا
تبلغ مساحة الأرضي في وادي الشعير حوالي 180 ألف دونم موزعة على 22 قرية فلسطينية في محافظتي نابلس وطولكرم، ويعود سبب التسمية لكثرة أو جودة الشعير المزروع في أراضيه، يوجد في وادي الشعير ينابيع مائية مهمة كعين دير شرف، ويوجد أيضًا العديد من المواقع الأثرية والتاريخية كمدينة سبسطية الأثرية.

## قرى وادي الشعير
تنقسم قرى وادي الشعير إلى:

### قرى وادي الشعير الغربي
- رامين
- بيت ليد
- سفارين
- شوفة
- كفر اللبد
- عنبتا
- كفر رمان
- بلعا

### قرى وادي الشعير الشرقي
- زواتا
- دير شرف
- الناقورة
- سبسطية
- اجنسنيا
- نصف جبيل
- بيت إمرين
- برقة
- بزاريا
- المسعودية

## مهرجان وادي الشعير السنوي
يقام مهرجان وادي الشعير للثقافة والسياحة والفنون، في مدينة عنبتا في محافظة طولكرم بإشراف مركز واصل لتنمية الشباب، ويتخلل المهرجان فقرات تراثية وفنية وثقافية متنوعة، ويشارك في المهرجان فنانون وفرق فنية من مختلف محافظات الوطن، يقدمون فقرات في الدبكة الشعبية، والغناء، والمسرح، وفقرات الحكواتية، وغيرها.
انطلق المهرجان عام 2011 واستمربشكل سنوي حيث أقيمت النسخة الثامنة منه في عام 2019. ويؤم المهرجان في أمسياته الثلاث ألاف المواطنين من مختلف محافظات الضفة والقدس والداخل الفلسطيني، ويتميز المهرجان بحسن التنظيم والحضور الجماهيري الواسع من مختلف فئات المجتمع، وبتنوع الفنون التي يتم تقديمها خلال المهرجان، ما بين المسرح، والموسيقى والغناء، والفلكلور الفلسطيني، والدبكة الشعبية، إلى جانب معارض سنوية للمنتوجات الزراعية، والأشغال اليدوية والحرفية، والأدوات التراثية، كما يقام على هامش المهرجان مسابقات ثقافية في الشعر والرسم تستهدف جيل الشباب تحديدًا بهدف توفير منبر للمبدعين منهم لعرض إنتاجهم الفني امام الجمهور الواسع، والمهرجان يقيمه مركز وأصل لتنمية الشباب ويرعاه عدد واسع من الجهات الرسمية الفلسطينية، مثل وزارات الثقافة والسياحة، وبلدية عنبتا، ويتم تمويله من خلال تبرعات ورعايات من القطاع الفلسطيني الخاص. ويعتبر هذا المهرجان من أنجح المهرجانات الثقافية التي تقام سنويا على أرض فلسطين.